# PuTTY
PuTTY is een vrije telnet- en SSH-client. Het is software waarmee iemand een verbinding kan maken met een andere computer, meestal zijn dit servers met een op UNIX gebaseerd besturingssysteem. PuTTY is een vervanging voor een terminal (ook wel Teletype, TTY genoemd), een machine die voor de introductie van de personal computer gebruikt werd om te verbinden met een server. De verbinding tussen de terminalsoftware en de server verloopt tegenwoordig via het SSH-protocol, dat als veiligere opvolger wordt gezien voor het verouderde telnetprotocol.
PuTTY heeft geen installatieprogramma en kan overal op de harde schijf neergezet worden. De software is beschikbaar voor Windows en Unix-achtige besturingssystemen.

## Software
Het PuTTY-pakket bestaat uit een aantal programma's:
- PuTTY - de telnet- en SSH-client
- PSCP - een programma om via een beveiligde verbinding bestanden te kopiëren
- PSFTP - een SFTP-client, voor beveiligde FTP-verbindingen
- PuTTYtel - een losse telnet-client
- Plink - een command-line-programma dat toegang verschaft tot de PuTTY-functionaliteit
- Pageant - een SSH-authenticatie-agent, voor het beheren van geheime sleutels
- PuTTYgen - een programma om sleutels mee te genereren

## Versiegeschiedenis
| Release datum     | Versie |
| ----------------- | ------ |
| 22 januari 1999   | 0.45   |
| 8 juli 1999       | 0.46   |
| 11 augustus 1999  | 0.47   |
| 17 november 1999  | 0.48   |
| 26 juni 2000      | 0.49   |
| 12 oktober 2000   | 0.50   |
| 12 december 2000  | 0.51   |
| 14 januari 2002   | 0.52   |
| 1 oktober 2002    | 0.53   |
| 12 februari 2004  | 0.54   |
| 3 augustus 2004   | 0.55   |
| 24 oktober 2004   | 0.56   |
| 20 februari 2005  | 0.57   |
| 5 april 2005      | 0.58   |
| 24 januari 2007   | 0.59   |
| 29 april 2007     | 0.60   |
| 12 juli 2011      | 0.61   |
| 27 november 2011  | 0.62   |
| 6 augustus 2013   | 0.63   |
| 28 februari 2015  | 0.64   |
| 25 juli 2015      | 0.65   |
| 7 november 2015   | 0.66   |
| 29 februari 2016  | 0.67   |
| 21 februari 2017  | 0.68   |
| 29 april 2017     | 0.69   |
| 8 juli 2017       | 0.70   |
| 16 maart 2019     | 0.71   |
| 20 juli 2019      | 0.72   |
| 29 september 2019 | 0.73   |
| 27 juni 2020      | 0.74   |
| 8 mei 2021        | 0.75   |
| 17 juli 2021      | 0.76   |
| 27 mei 2022       | 0.77   |
| 29 oktober 2022   | 0.78   |
| 26 augustus 2023  | 0.79   |
| 18 december 2023  | 0.80   |
| 15 april 2024     | 0.81   |